# Distretto di Nové Zámky
Il distretto di Nové Zámky (in slovacco: okres Nové Zámky) è un distretto della regione di Nitra, nella Slovacchia occidentale.
Fino al 1918, l'area dell'attuale distretto era divisa tra diversi comitati del Regno d'Ungheria: una grande area nel nord formava parte del comitato di Nitra; una zona nel sud tra Dvory nad Žitavou e Strekov formava parte del comitato di Komárno; una zona nel nord-est intorno a Veľké Lovce era parte di quello di Bars e una piccola area intorno a Salka era parte del comitato di Hont.

## Popolazione

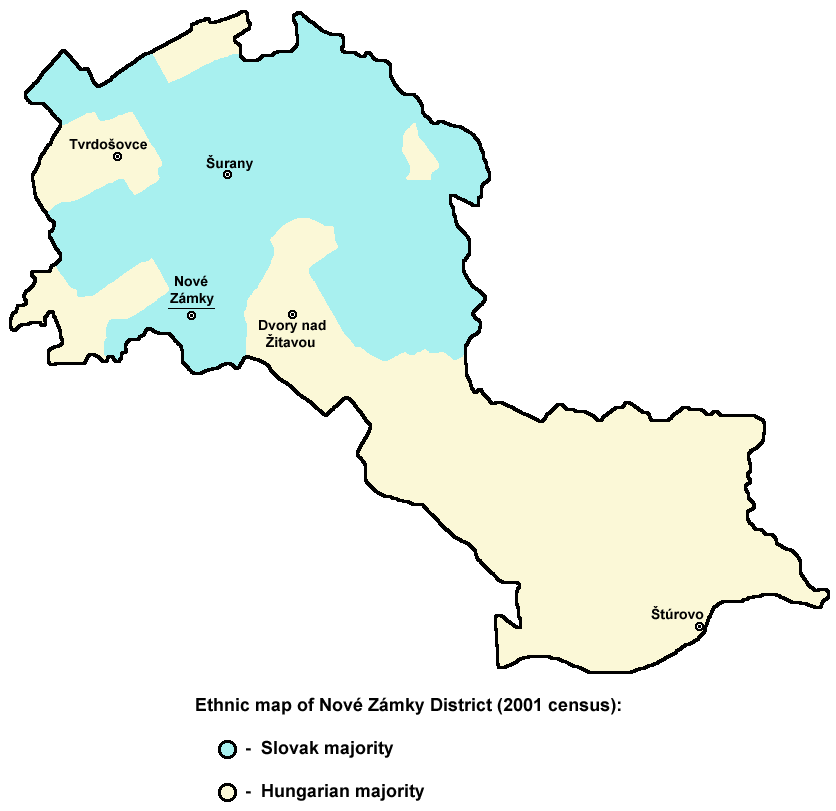
Distribuzione etnica del distretto di Nové Zámky (2001)

Il distretto è diviso in due aree piuttosto distinte: nella parte settentrionale la popolazione è prevalentemente di origine slovacca, mentre nella parte meridionale è prevalentemente di origine ungherese.

## Geografia antropica
Il distretto è composto da 3 città e 59 comuni:

### Città
- Nové Zámky
- Štúrovo
- Šurany

### Comuni
- Andovce
- Bajtava
- Bánov
- Bardoňovo
- Belá
- Bešeňov
- Bíňa
- Branovo
- Bruty
- Chľaba
- Čechy
- Černík
- Dedinka
- Dolný Ohaj
- Dubník
- Dvory nad Žitavou
- Gbelce
- Hul
- Jasová
- Jatov

- Kamenica nad Hronom
- Kamenín
- Kamenný Most
- Kmeťovo
- Kolta
- Komjatice
- Komoča
- Leľa
- Lipová
- Ľubá
- Malá nad Hronom
- Malé Kosihy
- Maňa
- Michal nad Žitavou
- Mojzesovo
- Mužla
- Nána
- Nová Vieska
- Obid
- Palárikovo

- Pavlová
- Podhájska
- Pozba
- Radava
- Rastislavice
- Rúbaň
- Salka
- Semerovo
- Sikenička
- Strekov
- Svodín
- Šarkan
- Trávnica
- Tvrdošovce
- Úľany nad Žitavou
- Veľké Lovce
- Veľký Kýr
- Vlkas
- Zemné